# Operation Highjump

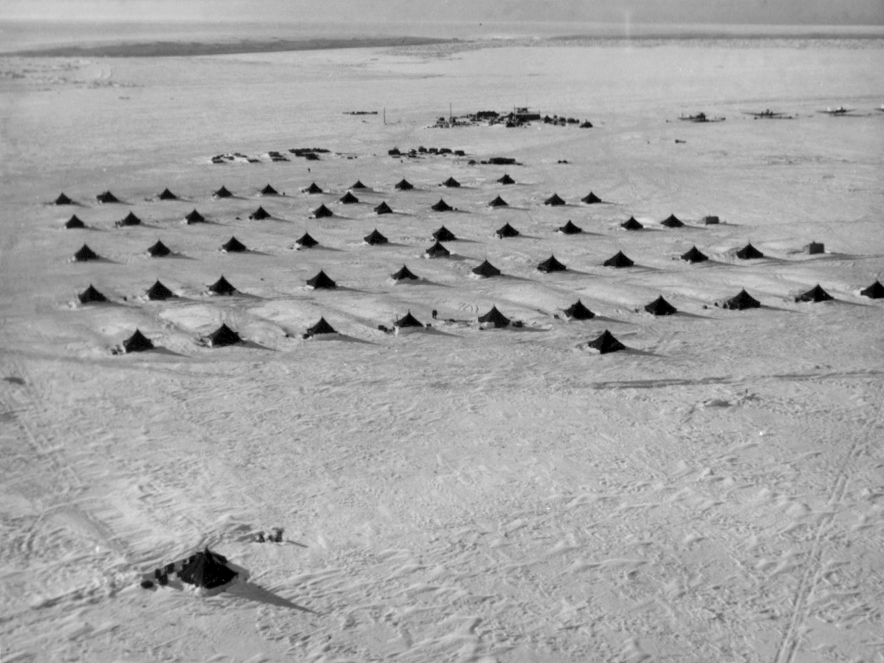
Luftaufnahme der Station „Little America IV“

Operation Highjump, offiziell The United States Navy Antarctic Developments Program, 1946–47, war eine Militärexpedition der United States Navy in der Antarktis, die am 3. Dezember 1946 im US-Marinestützpunkt Norfolk begann und in dessen Verlauf am 27. Januar 1947 der Stützpunkt Little America IV beim Rossmeer errichtet wurde. Von dort starteten Erkundungsflüge, und zwei Schiffsverbände folgten der Küste ost- und westwärts. Am 3. März 1947 wurde die Expedition durch ihren Leiter, Admiral Byrd, für beendet erklärt. Es war die größte militärische Operation in diesem Teil der Antarktis und eine der größten Expeditionen zur Erforschung der Antarktis.

## Ziele und Ergebnisse

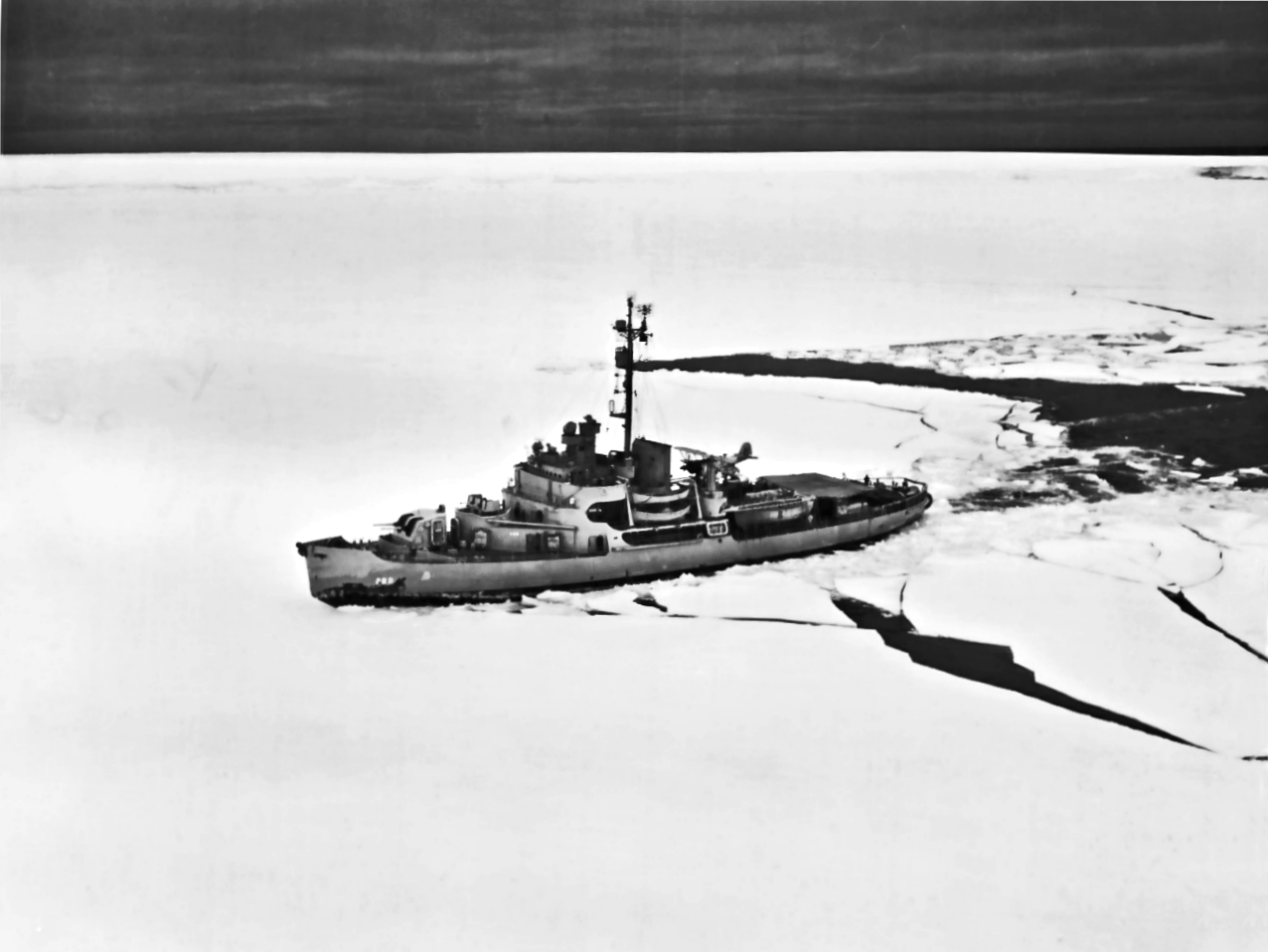
Eisbrecher USCGC Northwind der U.S. Coast Guard im antarktischen Packeis

Offizieller Zweck des Unternehmens war die Erforschung des südlichen Kontinents und seiner umgebenden Gewässer. Wichtigstes Ergebnis der Operation war die Erstellung von knapp 70.000 Luftbildern der antarktischen Küste und von Teilen des Landesinneren zur Herstellung von Landkarten. Ein großer Teil der Aufnahmen war wegen fehlender Bodenkontrollpunkte zunächst noch nutzlos; dieser Mangel wurde im folgenden Südsommer von der wesentlich kleineren Expedition Operation Windmill behoben.

## Durchführung
Die Operation Highjump wurde durch den Flottenverband Task Force 68 ausgeführt, aufgeteilt in fünf Einsatzgruppen. Kommandierender Admiral war Richard E. Byrd, der bereits vor dem Zweiten Weltkrieg als Arktis- und Antarktis-Forscher gleichermaßen wertvolle Erfahrungen im ewigen Eis gemacht hatte. Seine Flotte bestand aus etwa 4700 Soldaten und Wissenschaftlern auf folgenden Schiffen:
- dem Flugzeugträger Philippine Sea
- zwei Wasserflugzeug-Träger: der Pine Island und Currituck
- zwei Zerstörern: der Brownson und der Henderson
- zwei Tankern: der Cacapon und Canisteo
- zwei Eisbrechern: der Burton Island und Northwind
- zwei Unterstützungsschiffen: der Yancey und Merrick
- dem Kommunikationsschiff Mount Olympus
- dem U-Boot Sennet
- ca. 26 Flugzeugen.
- ca. 30 Hubschrauber

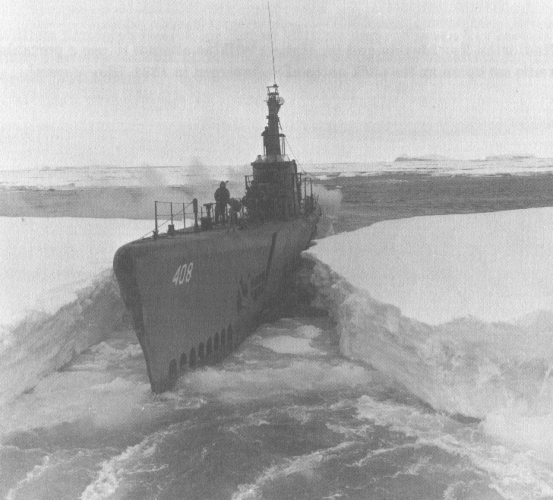
U-Boot Sennet (SS-408) während der Operation Highjump

Am 30. Dezember 1946 stürzte das Flugboot George 1 auf einem Patrouillenflug über einem bis dahin unerforschten Teil der Antarktis ab, nachdem es im Tiefflug mit einem Eisberg kollidiert war. Nach fast zwei Wochen wurden die Überlebenden von einem Suchflugzeug entdeckt, doch von der ursprünglich neunköpfigen Besatzung waren drei Männer an den Folgen des Absturzes gestorben. Neun weitere Flugzeuge mussten defekt zurückgelassen werden. Das U-Boot USS Sennet (SS-408) wurde bei Begegnungen mit Eisschollen schwer am Turm beschädigt und musste vorzeitig die Fahrt nach Neuseeland antreten.
Am 7. März 1947 erreichte das Führungsschiff Byrds, die Mount Olympus, Wellington in Neuseeland. Auf der Fahrt dorthin gab Admiral Byrd einem mitreisenden Journalisten des International News Service ein Exklusivinterview, das am 5. März 1947 in der damals größten Tageszeitung Südamerikas, dem El Mercurio, in Santiago de Chile veröffentlicht wurde. Darin wies Byrd auf die zukünftige kriegsstrategische Bedeutung der Polregionen hin:
„Ich möchte niemanden erschrecken, aber die bittere Realität ist, dass im Falle eines erneuten Krieges die Vereinigten Staaten durch fliegende Objekte angegriffen werden, welche mit unglaublicher Geschwindigkeit von Pol zu Pol fliegen könnten.“ [...] „Die fantastische Eile, mit der die Welt zusammenschrumpft“ – erklärte der Admiral – „ist eine der objektiven Lektionen, die wir auf der antarktischen Erforschung gelernt haben, die wir gerade beenden. Ich kann nur die Mahnung an meine Landsleute aussprechen, dass die Zeit vorbei ist, in der wir uns in eine komplette Isolation zurückziehen und in dem Vertrauen entspannen konnten, die Entfernungen, die Meere und die Pole böten uns eine Garantie der Sicherheit.“
Im Original, aus dem Interview mit International News Service, März 1947:

“Admiral Richard E. Byrd warned today that the United States should adopt measures of protection against the possibility of an invasion of the country by hostile planes coming from the polar regions. The admiral explained that he was not trying to scare anyone, but the cruel reality is that in case of a new war, the United States could be attacked by planes flying over one or both poles.”

Durch diese Expedition wollte man die Tauglichkeit amerikanischen Militärmaterials in der enormen Kälte, der es bei einem möglichen Krieg gegen die Sowjetunion ausgesetzt gewesen wäre, erforschen sowie die Realisierbarkeit des Baus und der Nutzung von Luftbasen bei solch extremen klimatischen Bedingungen eruieren. Der vorzeitige Abbruch von Highjump beruhte darauf, dass sich die meteorologischen Bedingungen laufend verschlechterten, weswegen immer größere Materialschäden an der Flotte befürchtet wurden.
Während sich das Militär der Vereinigten Staaten in der Antarktis nach dem Antarktisvertrag auf die Unterstützung ziviler Expeditionen beschränkte, zeigt der folgende Ausbau der Thule Air Base, welche strategische Bedeutung man vor allem der arktischen Polregion noch längere Zeit danach beimaß.

## Filmische Auswertung
MGM und die US Navy produzierten 1948 einen Dokumentarfilm über die Expedition. The Secret Land gewann bei der Oscarverleihung 1949 den Oscar als bester Dokumentarfilm.

## Operation Highjump II
Im Jahre 1950 wurde die Operation Highjump II vorbereitet. Wiederum unter Admiral Byrd und als Leiter der Operation George J. Dufek, der bei der Highjump-Südpolarexpedition von 1946 bis 1947 die Arbeitsgruppe Ost mit dem Seeflugzeugträger Pine Island als Führungsschiff, dem Zerstörer Brownson und dem Tanker Canisteo geleitet hatte. Dufek sollte nun die gesamte Expedition unter Byrd führen. Alles war fertig geplant, Ausrüstung, Schiffe und Mannschaften standen bereit, als sechs Wochen vor dem Auslauftermin die Operation abgebrochen wurde, angeblich aus Kostengründen.